# ウケクチウグイ
ウケクチウグイ（Tribolodon nakamurai ）は、コイ目コイ科ウグイ亜科に分類される魚。下顎が上顎よりやや突出するので「ウケクチ」の名がついている。また、その頭部の形状からホオナガバエ、ウマヅラなどの別名がある。

## 分布
日本の秋田県、山形県、新潟県、長野県に分布する。阿賀野川、最上川、信濃川などの大きな河川に生息する。なお、信濃川水系（長野県内）の個体は、2004年に絶滅したとの報告がされたが、2007年の調査で捕獲された。

## 形態
ウグイ属のなかでは最も大きくなり、全長60cmほどになる。なかには80cmまで成長する個体もある。後頭部から吻にかけて直線的で扁平な頭をしており、下顎が上顎よりやや突出する。下顎の先端が黒い。繁殖期には、婚姻色として腹部に縦帯が赤く1本出る。頭部後端から背鰭前部までの鱗は40枚以上、側線鱗数は85枚以上になる。

## 生態
流域の大きな河川の上流から中流域にかけて生息する。産卵は6月頃に行われると考えられている。生息地が限定され、個体数も少ないため生態については不明な点が多い。山形県鶴岡市の私設博物館「出羽の里 未来遺産館」の研究者によると、庄内地方では成魚が最上川中流だけで見つかるのに対して、稚魚や幼魚は各河川や農業用水で採取報告があり、産卵のため最上川へ戻るのではないかと推測している。
降海特性は無い。

## 命名
1963年に中村守純によって福島県只見川水系の調査で発見され、他のウグイ属とは明らかに形態が違ったためウケクチウグイの和名が付けられた。しかし、個体数が少ないために生態や行動がよく分からず、ウグイの亜種なのか、または型なのか、それとも別の種なのかはっきりしなかったため学名が付けられていなかった。近年研究が進み、他のウグイ属の魚と比べて遺伝的分化が明確であることと、また雑種ができないことから2000年に新種として記載された。学名の種小名nakamuraiは、発見者の中村に敬意を表して献名されたものである。

### 原記載論文
Doi, Atsushi, and Hiroyuki Shinzawa. "Tribolodon nakamurai, a new cyprinid fish from the middle part of Honshu Island, Japan." (PDF)  Raffles Bulletin of Zoology 48.2 (2000): 241-248.

## 保全状態評価
絶滅危惧IB類 (EN)（環境省レッドリスト）
発見時より個体数は少ない。河川改修による生息域の圧迫に加え、目だった保護活動が行われておらずウグイ属の他魚種と区別されずに漁獲されることもあり、さらに個体数減少が懸念されている。